# Burnetia
Burnetia este un gen dispărut de biarmosuchian din familia Burnetiidae, care face parte din ordinul terapsidelor. Specia tip a acestuia, Burnetia mirabilis, a fost descrisă în 1923 de paleontologul Robert Broom⁠(en)[traduceți]. Reconstituirea ei se bazează pe un singur exemplar holotip (BMNH R5397) descoperit în stratele geologice ale permianului târziu din Africa de Sud și păstrat astăzi la Muzeul de Istorie Naturală din Londra. Fosila constă dintr-un craniu incomplet, lipsit de mandibulă, ale cărui trăsături sunt dificil de interpretat din cauza erodării sale și a comprimării dorsoventrale pe care a suferit-o. Liniile de sutură ale oaselor sunt distorsionate suplimentar de forma neobișnuită a calotei craniene, care posedă numeroase protuberanțe. Dimensiunea craniului (20 cm) sugerează că animalul atingea probabil o lungime de 1,1 m.